# Элкин, Стэнли
Стэнли Элкин (англ. Stanley Lawrence Elkin; 1930—1995) — американский писатель, эссеист, сценарист.
Был подписантом документа Writers and Editors War Tax Protest, направленного против войны во Вьетнаме.

## Биография
Родился 11 мая 1930 года в Бруклине, Нью-Йорк, в еврейской семье, с трёх лет рос в Чикаго.
Окончил Иллинойсский университет в Урбане-Шампейне, получив степень бакалавра английского языка в 1952 году. Докторскую степень получил в 1961 году за диссертацию об Уильяме Фолкнере. С 1960 года работал на факультете английского языка университета Вашингтона в Сент-Луисе. Преподавал здесь до самой своей смерти, болея и борясь с рассеянным склерозом на протяжении большей части своей жизни.
Умер 31 мая 1995 года в Сент-Луисе, Миссури, от сердечного приступа. С 1953 года Стэнли Элкин был женат на Джоан Мэрион Якобсон.
Был лауреатом многих литературных премий США, в частности, двух премий Национального круга книжных критиков, Американской литературной премии ПЕН/Фолкнер и стипендии Гуггенхайма в области творческих искусств для студентов США и Канады.

## Память
- Рукописи и переписка Стэнли Элкина хранятся в библиотеке Olin Library Вашингтонского университета в Сент-Луисе.
- Его имя увековечено также на Сент-Луисской «Аллее славы».[1]